# Mary Boquitas (álbum)
Tras el apoyo que recibió Mary Boquitas, tanto de parte del productor Sergio Andrade y de Gloria Trevi, la corista decidió lanzarse como solista, grabando así, su primer álbum de estudio homónimo. Este disco fue publicado a mediados de septiembre de 1995, siendo uno de los discos más escuchados de la época, incluso, alcanzando a Gloria Trevi y su álbum Si me llevas contigo, puesto que la intérprete de Dr. psiquiatra, pasaba por problemas de disquera y de televisora.

## Lista de canciones
| N.º   | Título                      | Duración |  |
| 1.    | «Si quieres verme llorar»   | 3:22     |  |
| 2.    | «Noches y días perdidos»    | 3:08     |  |
| 3.    | «La felicidad no se compra» | 3:32     |  |
| 4.    | «A contratiempo»            | 4:15     |  |
| 5.    | «Un amigo y nada más»       | 3:55     |  |
| 6.    | «Ya no me ama»              | 2:40     |  |
| 7.    | «Murió en Torreón»          | 3:29     |  |
| 8.    | «Agua de mar» (=)           | 3:38     |  |
| 9.    | «Hacer pareja contigo»      | 3:04     |  |
| 10.   | «Fue»                       | 3:20     |  |
| 11.   | «La siguiente lágrima»      | 2:50     |  |
| 45:39 |                             |          |  |

- Datos: Q5401513